# Boophis ankaratra
Boophis ankaratra är en groddjursart som beskrevs av Franco Andreone 1993. Boophis ankaratra ingår i släktet Boophis och familjen Mantellidae. IUCN kategoriserar arten globalt som livskraftig. Inga underarter finns listade.